# Montederramo (kommunhuvudort)
Montederramo är en kommunhuvudort i Spanien.   Den ligger i provinsen Provincia de Ourense och regionen Galicien, i den nordvästra delen av landet, 400 km nordväst om huvudstaden Madrid. Montederramo ligger 906 meter över havet och antalet invånare är 1 085.
Terrängen runt Montederramo är kuperad åt sydost, men åt nordväst är den platt. Runt Montederramo är det mycket glesbefolkat, med 5 invånare per kvadratkilometer. Närmaste större samhälle är Maceda, 12,3 km väster om Montederramo. Omgivningarna runt Montederramo är en mosaik av jordbruksmark och naturlig växtlighet.